# Ричи Валенс
Ри́чи Ва́ленс (англ. Ritchie Valens; полное имя — Ри́кардо Эстеба́н Валенсуэ́ла Рэ́йес; 13 мая 1941 — 3 февраля 1959) — американский певец, композитор, гитарист, стоявший у истоков американо-мексиканского рок-н-ролла (чикано-рока).

## Ранние годы
Рикардо Эстебан родился в районе Пакоима, в Лос-Анджелесе, штат Калифорния, в семье этнических мексиканцев. Его родители, Джозеф Стивен Валенсуэла и Консепсьон Рэйес, развелись, когда он был ещё ребёнком. До смерти отца в 1951 году, Ричи жил с ним. С детства впитывая традиционную мексиканскую музыку мариачи, фламенко, ритм-энд-блюз, уже к пяти годам Ричи начал проявлять интерес к сочинительству. Поддерживаемый отцом, Ричи пробовал играть на гитаре, трубе и ударных. Несмотря на врождённую леворукость, Ричи выучился играть на гитаре традиционным «праворуким» способом и часто брал с собой в школу Pacoima Junior High School гитару, где играл и пел с друзьями. В 11 лет он сам сделал цельнодеревянную электрогитару, которую использовал, пока не купил себе Стратокастер. В 16 лет Ричи пригласили в местную группу «Силуэты» в качестве гитариста. Через некоторое время солист ушёл из группы и Ричи занял его место. 19 октября 1957 года состоялся дебют Ричи в составе группы «Силуэты». Кроме этого, он выступал соло на вечеринках.

## Карьера в музыке
Карьера Ричи длилась всего 8 месяцев. В середине 1958 года на Валенса вышел Боб Кин, владелец небольшого лейбла Del-Fi Records, который и заключил с ним договор 27 мая 1958 года. По предложению менеджера было выбрано сценическое имя Ричи Валенса, чтобы белых слушателей не смущала испанская фамилия. Были записаны известные песни: «Donna», посвящённая, согласно легенде, школьной подружке Ричи Донне Людвиг,  «La Bamba» — обработанная в рок-н-рольной манере народная мексиканская песня и «Come On, Let's Go!». Валенс бросил школу, решив сконцентрироваться на музыкальной карьере. В начале 1959 года Бадди Холли предложил Валенсу участвовать в совместном турне. 3 февраля 1959 года самолёт Beechcraft Bonanza, в котором находились Валенс, Бадди Холли и Биг Боппер, разбился. Пилот и все три пассажира погибли. Дон Маклин окрестил эту трагедию «Днём, когда умерла музыка». Так карьера Валенса оборвалась, едва начавшись. В 1987 году вышел фильм-биография «Ла Бамба».
В 2001 году был включён в Зал славы рок-н-ролла.

## Дискография
Оригинальные альбомы
- Ritchie Valens (1959; США #23)
- Ritchie (1959)
- In Concert at Pacoima Jr. High (1961)

Компиляции
- Ritchie Valens Memorial Album (1962)
  - Обложка оригинального релиза была чёрной, переиздание 1963 года имело другую обложку и название His Greatest Hits.
- Ritchie Valens...His Greatest Hits Volume 2 (1964)
- History of Ritchie Valens (1981)
  - Бок-сет, состоящий из трёх оригинальных альбомов
- The Best of Ritchie Valens (1987)
- La Bamba '87 (1987)
  - 12" мини-альбома с четырьмя различными ремиксами на «La Bamba»
- The Ritchie Valens Story (1993)
  - Содержит хиты, ауттейки, раритетные фотографии и 20-минутный рассказ о Ричи Валенсе его менеджера Боба Кина
- Rockin' All Night - The Very Best of Ritchie Valens (1995)
- Come On, Let's Go! (1998)
  - Трёх-дисковый бокс-сет, содержащий все песни с трёх оригинальных альбомов, а также раритетные демо и ауттейки.

Синглы
- «Come On, Let's Go» (US #42)/«Framed» (1958)
- «Donna» (US #2)/«La Bamba» (US #22) (1958)
- «Fast Freight»/«Big Baby Blues» (1959)

Original pressings shown as «Arvee Allens», later pressings shown as «Ritchie Valens»
- «That's My Little Suzie» (US #55)/«In a Turkish Town» (1959)
- «Little Girl» (US #92)/«We Belong Together» (1959)
- «Stay Beside Me»/«Big Baby Blues» (1959)
- «The Paddiwack Song»/«Cry, Cry, Cry» (1960)
- «La Bamba '87»/«La Bamba» (original version) (1987)
- «Come On, Let's Go»/«La Bamba» (1998)